# هانس شنايدر (لاعب هوكي الجليد)
هانس شنايدر (بالألمانية: Hans Schneider)‏ هو لاعب هوكي الجليد نمساوي، ولد في 14 سبتمبر 1913 في فيينا في النمسا، وتوفي في 1993.

## وصلات خارجية
- هانس شنايدر على موقع EliteProspects.com (الإنجليزية)
- هانس شنايدر على موقع أوليمبيديا (الإنجليزية)